# الشنان
الشنان هي بلدة ومقر محافظة الشنان في منطقة حائل في المملكة العربية السعودية، تبعد عن مدينة حائل حوالي 84كم إلى الشرق. يبلغ عدد سكان بلدة الشنان حوالي 29,419 نسمة حسب تعداد عام 1444هـ/ 2022م.

## الخصائص الطبيعية
تقع بلدة الشنان ضمن أراض ذات منسوب يتراوح بين (890-930 متر) فوق سطح البحر، وهي منطقة طبقات ثانوية حاملة للمياه والتكوين الجيولوجي للمنطقة من صخور العصر الثلاثي والرباعي البركانية والتربة طميية صالحة للزراعة مع منكشفات صخرية، والمدينة يحدها من الغرب سلسلة جبال الحمراء ودخنا والقفيل، ويحدها من الجنوب شعب أبو المسران، وتمتد الأراضي المنبسطة من الغرب إلى الشرق مع وجود انحدار يتراوح بين (1.3%-1.5%) في اتجاه الغرب، مما يجعل السيول والمياه السطحية تتحرك من الغرب إلى الشرق.

## المناخ
مناخ المحافظة من مناخ منطقة حائل قاري، ففي نهار فصل الصيف الطقس حار وتتراوح درجات الحرارة ما بين 30 إلى 40 درجة مئوية، ومع غروب الشمس تنخفض درجات الحرارة ويصبح المناخ معتدلا. أما في فصل الشتاء فالطقس بارد تنخفض فيه درجات الحرارة إلى درجات ما دون الصفر، وتسقط الأمطار في فصلي الشتاء والربيع. تهب على المنطقة خلال العام رياح مختلفة الاتجاهات لا يتجاوز متوسط سرعتها 10كم/ساعة ولعل أفضل موسم لزيارة المنطقة هو فصل الربيع حيث يكون الجو معتدلا مع سقوط الأمطار.

## الخصائص الاجتماعية والاقتصادية
يعتبر النشاط الرائد في البلدة هو الزراعة حيث تنتشر الأراضي الصالحة للزراعة مع الوفرة النسبية للمياه، كما يوجد نشاط الرعي وتربية الماشية مما أوجد حركة تجارية محلية على مستوى المنطقة، ونشاط تجاري على مستوى المملكة نظراً لوجود شركات زراعية كبرى مثل هادكو والمراعي، وذلك إلى جانب النشاط الخدمي للمدينة مما استدعى توفير بعض الخدمات الأساسية مثل الإمارة ومركز الشرطة والدفاع المدني والهلال الأحمر وشعبة المرور وشعبة الجوازات ومكتب للأحوال المدنية ومكتب لوزارة العمل وهيئة التحقيق والادعاء العام ومكتب للتربية والتعليم ومكتب الشؤون الإسلامية ومستشفى الشنان العام.

## الخصائص العمرانية
يغطي عمران بلدة الشنان مساحة تقدر بحوالي 3147.36 هكتارا في الوضع الراهن، بكثافة سكانية تصل إلى 2.8 شخص/هكتار. البلدة متوسطة الحجم وتوجد بها مخططات عمرانية حديثة إلى جانب الديرة القديمة، وكذلك المخطط الصناعي والمحلات التجارية ومنطقة أسواق، كما يضم نطاق بلدة الشنان العديد من المدن والقرى والمراكز.